# Marcus Cooper Walz
Marcus Cooper Walz (Oxford, Regne Unit, 3 d'octubre de 1994) és un esportista mallorquí que competeix en piragüisme en la modalitat d'aigües tranquil·les, campió olímpic a Rio de Janeiro 2016.
Cooper és fill de pare britànic i mare alemanya i, malgrat que naixé a Anglaterra, fou criat a Mallorca, a la localitat de Cala d'Or des de petit, on residia la seva família i on s'inicià en el piragüisme. Realitzà l'educació primària i secundària a Mallorca i, després, cursà el grau en Administració i Finances en la Universitat Catòlica de Múrcia (UCAM).
Com a esportista, Cooper participà en tres Jocs Olímpics d'Estiu, obtenint tres medalles, or a Rio de Janeiro 2016, en la prova de K1 1000 m, i argent a Tòquio 2020 i bronze a París 2024, en K4 500 m. A més, fou el banderer d'Espanya en la cerimònia d'obertura dels Jocs Olímpics de París 2024 juntament amb la regatista Támara Echegoyen. També guanyà vuit medalles en el Campionat Mundial de Piragüisme entre els anys 2014 i 2022, i tres medalles en el Campionat Europeu de Piragüisme, en els anys 2017 i 2018. En els Jocs Europeus de Cracòvia 2023 aconseguí una medalla d'or en la prova de K4 500 m.
El 2016 fou guardonat pel Consell Insular de Mallorca amb el Premi Jaume II i fou condecorat amb la Medalla d'Or de la Reial orde del Mèrit Esportiu.